# Mario Mocenni

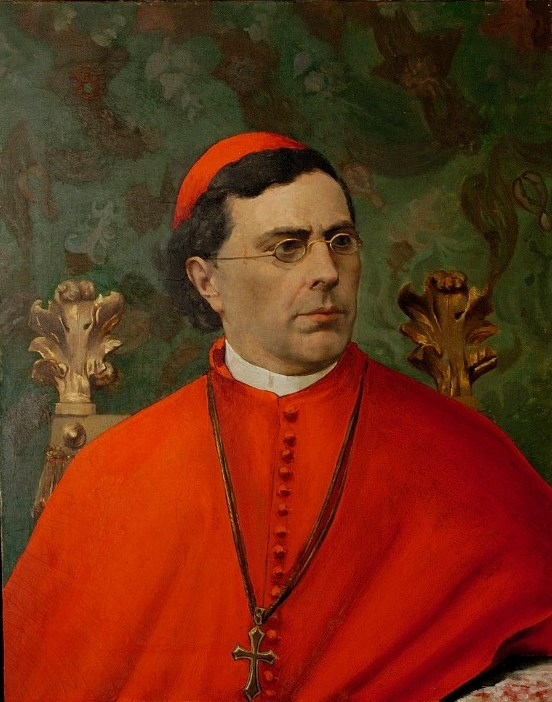
Mario Kardinal Mocenni (Gemälde von Erulo Eroli)

Mario Kardinal Mocenni (* 22. Februar 1823 in Montefiascone; † 14. November 1904 in Rom) war ein Kardinal der katholischen Kirche.

## Leben
Mocenni studierte Theologie in Viterbo und Rom und wurde im Mai 1845 Diakon. Sieben Monate später, am 20. Dezember 1845, empfing er die Priesterweihe. Nach der Priesterweihe unterrichtete er zwölf Jahre lang in Viterbo, ehe er Kammerdiener von Papst Pius IX. wurde. Dieser entsandte Mocenni als Auditor der österreichischen Nuntiatur nach Wien. Im Juli 1877 erhielt Mocenni die Ernennung zum Titularerzbischof von Heliopolis in Phoenicia und am 12. August 1877 spendete ihm Alessandro Kardinal Franchi die Bischofsweihe; Mitkonsekratoren waren Kurienerzbischof Angelo Bianchi und Kurienbischof Francesco Folicaldi. Als Apostolischer Delegat in etlichen Ländern Lateinamerikas (ab 1877) stand Mocenni weiterhin in den Diensten der päpstlichen Diplomatie und der Kurie. Mocenni war 1882 Internuntius im Kaiserreich Brasilien und wurde noch 1882 Substitut im Staatssekretariat. Anfang 1883 wurde er Konsultor des Heiligen Offiziums.
Papst Leo XIII. erhob Mario Mocenni am 16. Januar 1893 zum Kardinal und ernannte ihn kurz darauf zum Kardinalpriester mit der Titelkirche San Bartolomeo all’Isola. Der Danteforscher Giacomo Poletto veröffentlichte zu diesem Anlass mehrere Dichtungen. Bereits 1894 wurde er allerdings Kardinalbischof und erhielt das suburbikarische Bistum Sabina. 1901 ließ er für sein Bistum eine Bischofsliste veröffentlichen.
Kardinal Mocenni nahm am Konklave 1903 teil, das Papst Pius X. wählte. Ein Jahr später starb er mit 81 Jahren, nachdem er vorher bereits an Asthma litt und Herzprobleme hatte. Er wurde auf dem römischen Friedhof Campo Verano beigesetzt.